# Crematogaster innocens
Crematogaster innocens är en myrart som beskrevs av Auguste-Henri Forel 1911. Crematogaster innocens ingår i släktet Crematogaster och familjen myror. Inga underarter finns listade i Catalogue of Life.